# Friedbert Mann
Friedbert Mann (* 24. Dezember 1934) ist ein deutscher Gewichthebertrainer. Er wurde 2014 mit dem Bundesverdienstkreuz ausgezeichnet.

## Leben
Mann trat im Alter von 17 Jahren dem Gewichtheberverein AC Heros Wemmetsweiler bei. In seiner besten Zeit stieß er 130 Kilogramm. Mitglied war er außerdem im Fußballclub Wemmatia Wemmetsweiler und bei den Ringern des KSV Köllerbach. 1975 übernahm er beim AC Heros Wemmetsweiler das Traineramt für alle Altersklassen. Zudem ist er bis heute im Vorstand des Vereins aktiv. Seine Schützlinge gewannen Meistertitel in den Mannschaftsligen des Saarlandes, von Rheinland-Pfalz, Lothringen und Luxemburg.  Einzelgewinne waren sowohl auf Landes- als auch auf Bundesebene vertreten. Mann engagierte sich vor allem in der Integration russlandstämmiger Nachwuchssportler, darunter den Bundesligisten Friedrich Grauberger.
Auf Grund dieser Leistungen wurde der AC Heros Wemmetsweiler 2009 als Stützpunktverein der Aktion Integration durch Sport ausgezeichnet. 2014 wurde Mann das Bundesverdienstkreuz am Bande von Bundespräsident Joachim Gauck verliehen. „Die hohe Auszeichnung würdigt das ehrenamtliche Engagement des Ordensträgers, insbesondere seine Fähigkeit und Ausdauer, junge Menschen für den Sport zu begeistern und sie trotz kultureller Unterschiede einander näher zu bringen.“ Annegret Kramp-Karrenbauer verließ die Plenarsitzung des Bundesrates, um Mann zu gratulieren.